# Estatília Messal·lina
Estatília Messal·lina (en llatí: Statilia Messallina) va ser una dama romana del segle i dC. Era neta del cònsol Tit Estatili Taure, cònsol l'any 11, i va ser la tercera esposa de l'emperador Neró, amb qui es va casar l'any 66.
Messal·lina es va casar primerament amb Marc Vestí Àtic, cònsol l'any 66; Vestí, però, va ser executat per orde de Neró, sense acusació ni judici, simplement per poder casar-se amb ella. Després de la mort de Neró, Otó va voler convertir-la en la seva esposa, i ho hauria fet si no hagués estat derrotat per Vitel·li.